# Kushinagar
Kushinagar (bengali: কুশীনগর, kannada: ಕುಶಿನಗರ) är en stad i Indien. Den ligger i delstaten Uttar Pradesh, i distriktet med samma namn. Staden är känd för att vara platsen där Siddhartha Gautama dog och är en buddhistisk vallfärdsort. 